# Stefan Mojżyszek
Stefan Rudolf Mojżyszek (ur. 1 lipca 1892, zm. 1973) – doktor praw, major audytor Wojska Polskiego.

## Życiorys
Urodził się 1 lipca 1892 jako syn Rudolfa. W 1913 zdał egzamin dojrzałości w C.K. Szkole Realnej w Żywcu. 
Po odzyskaniu przez Polskę niepodległości wstąpił do Wojska Polskiego. Został awansowany do stopnia kapitana piechoty ze starszeństwem z dniem 1 czerwca 1919. W latach 20. był oficerem 12 pułku piechoty w Wadowicach, w tym w 1923 jako adiutant sztabowy w tymczasowym stanie etacie przejściowym był oficerem Dowództwa Okręgu Korpusu Nr V przydzielonym do Ekspozytury Wydziału Przemysłu Wojennego. 2 listopada 1925 roku został przydzielony z 6 Dywizji Piechoty w Krakowie do Wyższej Szkoły Intendentury w Warszawie, w charakterze słuchacza dwuletniego Kursu 1925–1927. W 1926 roku uzyskał stopień doktora praw na Uniwersytecie Jagiellońskim w Krakowie. Z dniem 1 października 1927 roku, po ukończeniu kursu, został przeniesiony do kadry oficerów piechoty z równoczesnym przydziałem do dyspozycji dowódcy Okręgu Korpusu Nr V w celu odbycia praktyki intendenckiej. 
Z dniem 1 października 1928 roku został przeniesiony do korpusu oficerów intendentów, przydzielony macierzyście do kadry oficerów służby intendentury z pozostawieniem na zajmowanym stanowisku. Wśród kapitanów intendentów ze starszeństwem z 1 czerwca 1919 roku otrzymał 25,6 lokatę. W czerwcu 1930 roku został przydzielony z Filii Wojskowego Zakładu Zaopatrzenia Intendentury i Taborów w Krakowie do Wojskowego Sądu Okręgowego Nr V w Krakowie w celu odbycia dziewięciomiesięcznej praktyki sądowej. 
Wiosną 1931 roku został przeniesiony do korpusu oficerów sądowych i przydzielony do Prokuratury przy Wojskowym Sądzie Okręgowym Nr V w Krakowie na stanowisko asystenta. Otrzymał 12,5 lokatę wśród kapitanów sądowych ze starszeństwem z 1 czerwca 1919 roku. W tym samym roku został mianowany podprokuratorem przy wojskowych sądach okręgowych z równoczesnym przesunięciem na stanowisko podprokuratora w Prokuraturze przy WSO Nr V. 27 czerwca 1935 roku został mianowany majorem ze starszeństwem z 1 stycznia 1935 roku i 1. lokatą w korpusie oficerów sądowych.
W charakterze podprokuratora WSO nr V prowadził śledztwo i był oskarżycielem w procesie przed trybunałem doraźnym w WSO w Krakowie, który 7 lutego 1936 wydał wyrok skazujący na karę śmierci dezertera z 20 pułku piechoty Ziemi Krakowskiej, Szczepana Grendę, oskarżonego o zamordowanie 7 stycznia 1936 inż. Stefana Dyljona w Tatrach. Publikował w „Wojskowym Przeglądzie Prawniczym”. 
Do 31 sierpnia 1939 roku był wiceprokuratorem Wojskowej Prokuratury Okręgowej Nr 5 w Krakowie, a od 1 do 18 września 1939 roku pełnił obowiązki wojskowego prokuratora okręgowego w tej samej jednostce organizacyjnej prokuratury.
Po wojnie był adwokatem w Zespole Adwokackim Nr 1 w Żywcu. Zmarł w 1973 roku.

## Ordery i odznaczenia
- Złoty Krzyż Zasługi – 10 listopada 1938 „za zasługi w służbie wojskowej”[27]
- Krzyż Walecznych (dwukrotnie)